# رادکان (چناران)
رادکان، مرکز بخش رادکان و شهری از توابع شهرستان چناران در استان خراسان رضوی ایران است. این شهر در ۷۵ کیلومتری غرب مشهد قرار دارد. این شهر در طول تاریخ چندین مرتبه تخریب شده و بازسازی شده است. 

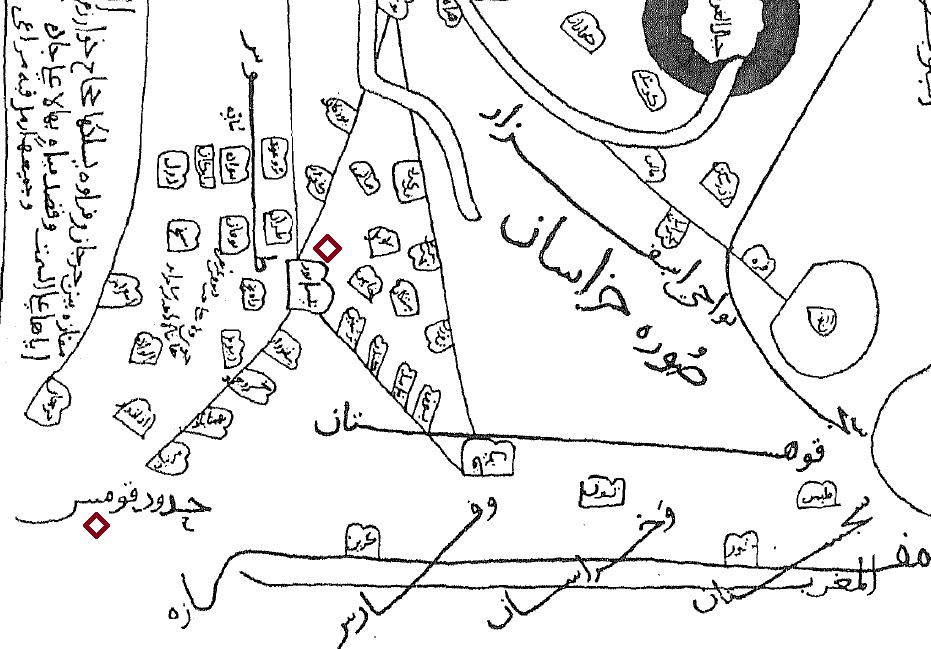
برخی شهرهای ولایت طوس به ترتیب طبران، تروغوز، نوقان و رادکان در کتاب صورةالارض ترسیم شده توسط ابن حوقل مشخص شده است.

## موقعیت جغرافیایی
رادکان (Radkan) در شمال شرق ایران، استان خراسان رضوی و در بخش مرکزی شهرستان چناران قرار دارد. این شهر کوچک و تازه تأسیس که قدمتی به بلندای تاریخ دارد، در فاصله ۷۵ کیلومتری شمال غربی مشهد و در دامنه‌های جنوبی رشته کوههای هزار مسجد و در حاشیه دشت کشف رود واقع گردیده است. اگر بخواهیم به رادکان سفر کنیم، باید ۱۵ کیلومتر را از شهرستان چناران و از مسیر جاده اصلی این شهر به سمت قوچان رفته و سپس در قسمت شمال، جاده فرعی آسفالته‌ای را که ۹ کیلومتر طول دارد، طی کنیم تا به شهر تاریخی و سرسبز رادکان برسیم.

## نام گذاری
نام این شهر را در اصل «راتکان» یا ریشه پهلوی آن، «آرتاکانا» می‌دانند.

## تاریخچه
براساس کاوشها و یافته‌های باستان‌شناسی وبا توجه به شرایط اقلیمی مناسب و حاصلخیز بودن خاک، وجود رودخانه دائمی و چشمه‌ساران فراوان و ییلاقهای مفرح در حدود چهار هزار سال و به قولی هفت هزار سال قبل زندگی اجتماعی و مدنی در این منطقه شکل گرفته است. منطقه «رادکان» همواره پر رونق و مورد توجه حکومت گران و امراء بوده است و برپایی زندگی اجتماعی در رادکان موجب شکل‌گیری و تحکیم شالوده‌های فرهنگی گردیده است. رادکان در دوران باستان و دوره اسلامی یکی از شهرهای مهم توس بوده وهمچنین بنا به برخی از نوشته‌های قدیمی «توس» نام ناحیه‌ای از خراسان بزرگ که مرکز آن «رادکان» بوده و در این ناحیه هفتاد هزار نفر جمعیت داشته است. برخی هم رادکان را تا قبل از سلطه مغول مرکز خراسان دانسته‌اند وپس از برافتادن حکومت ایلخانان در ولایات مختلف و تسلط و حاکمیت دولت سربداران مدتها تحت حکومت امرای این دولت شیعه مذهب در خراسان بوده است. «مرغزار یا النگ رادکان»(Radkan olang) چمنزاری طبیعی بوده که به سرسبزی و زیبایی به «بهشت خراسان» شهرت داشته و محلی برای شکار و تفریح و نیز محل همایش‌ها، تجمع و آموزشهای نظامی و ارتش حکام و پرورش اسب بوده و رودخانه مهم «کشف رود» (رودکاسک kask) از داخل آن می‌گذشته و امروز به دلیل حفر بی‌رویه چاه‌های عمیق کشاورزی کاملاً خشکیده و اثری از آن سرسبزی دیده نمی‌شود. همین مرکزیت و امتیاز ممتاز باعث شد که هرگوشه و کنار این سرزمین نمودار دوره‌ای از تاریخ و بخشی از تمدن ایران زمین را که همواره برکانون اصیل‌ترین فرهنگها و ارزشهای اخلاقی تکیه داشته و از حیث فرهنگهای گوناگون، که به ویژگیهای برجسته و فضائل علمی و اخلاقی و نشاط و کوشش و هنرهای ظریفه و عشق و زیبایی آراسته بوده است که نبوغ ممتاز و فرهنگ عالی و ذوق هنری و روشهای نیک اجتماعی مردمان بردبار و استوار این مرزو بوم مورد تحسین و زبانزد جهانیان بوده را شکل می‌داده است.
اما اهمیت و شهرت رادکان به قرون صدر اسلام و متاخر منحصر نمی‌شود، بلکه بر اساس یافته‌های باستان‌شناسی رادکان از هفت هزار سال پیش مسکون بوده است. در بررسیهای پیمایشی با محوطه باستانی وسیع و مهمی به نام «تپه قیاس آباد» در سه کیلومتری شرق رادکان مواجه شدیم و پس از بررسی میدانی و مطالعه سفالهای پراکنده بر روی تپه به این نتیجه رسیدیم که در حدود هزاره پنجم پیش از میلاد آن محل مسکون بوده است. باستان شناسانی که بعدها جهت مطالعه فرهنگ‌های پیش از تاریخ دشت طوس را مورد مطالعه و بررسی قرار دادند ضمن تأیید فرضیه قدمت هفت هزارساله رادکان، سفالهای پراکنده بر سطح تپه قیاس آباد را با سفالهای «تپه چشمه علی» ری و «تپه اسماعیل آباد» کرج متعلق به هزاره پنجم پیش از میلاد قابل مقایسه و همزمان تشخیص دادند. اما آنچه اکنون از رادکان دوره اسلامی باقی مانده، بقایای درهم ریخته و ویرانه محصور شهر کهن رادکان معروف به «قلعه گبری» و میل یا برج رادکان در فاصله یک کیلومتری جنوب غرب قلعه گبری است.

## پیشینه
رادکان یکی از شهرهای ولایت توس به‌شمار آمده و در کتب تاریخی از آن یاد شده است.
اصطخری در نیمه اول قرن چهارم می‌نویسد: 
«اگر طوس را در شمار نیشابور گیریم شهرهای طوس عبارتست از رادکان، طابران، بزدغور، نوقان
ابن حوقل در نیمه دوم همین قرن می‌نویسد: 
«طوس در مجموع نیشابور باشد شهرهای آن عبارتست از رادکان، طبران، نوقان، تروغوز
صاحب حدود العالم ولایت توس را توصیف کرده و می‌نویسد:
«طوس ناحیتی است و اندر وی شهرکهاست چون طوران، نوقان، بروغون، رایکان، بنوازه و اندر میان کوه‌هاست و اندر کوه‌های وی معدن پیروزه و معدن مس و سرب و سرمه و شبه و دیگ سنگین و سنگ خان و شلواربند و جوراب خیزد».
مقدسی صاحب احسن التقاسیم در نیمه دوم قرن چهارم هجری ولایت طوس را چنین توصیف نموده است: 
«طوس خزانه ایرانشهر است که قصبه‌اش طابران، نوقان، رادکان، جنابذ، استورقان و تروغبذ است».
در کتاب سفرنامه ناصرالدین شاه به خراسان ص ۲۰۵ و۲۰۹سال ۱۲۸۳هجری قمری چنین آمده است ناصرالدین شاه؛ در ربیع الاول سال ۱۲۸۱ هجری ق به شهر رادکان رسیدیم و از چمن گوباغ تا شهر رادکان یک فرسنگ راه است وبرج قدیم رادکان در این راه واقع است.
شهر رادکان قلعه بزرگ و محکم دارد که هزار خانوار در آن مسکن دارند و این شهر دارای بازار و دکان و حمام عالی و اطراف قلعه رادکان خندقی است عمیق که غالباً پر از آب در دومین سفر در سال ۱۳۰۰ه‍.ق چنین می‌گوید؛ روز ۷ شوال سال ۱۳۰۰ه‍.ق موکب همایونی بار دیگر به شهر رادکان فرود آمد رادکان جای بسیار خوبی است. در کتب تاریخی زیادی همچون تاریخ نامه هرات. حبیب السیر. روضه الصفا. تاریخ جهانگشای جوینی… اشاره به چمنزار (النگ) شده که اکثر حاکمان جشنها و تاج گذاری و… را دراین منطقه برگزار می‌کردند و در این کتب اشاره شده در زمان نادر شاه افشار چمن رادکان (النگ) مرکز پرورش اسب و تأمین خوراک ارتش اوست. عبدالرزاق سمرقندی در کتاب مطلع السعدین نوشته است: امیرتیمور گورکانی در جلگه وسیع رادکان با هزاران نیرو فرود آمده. سمرقندی علاوه بر اتراق امیر تیمور، تعدادی از سربداران با فرماندهی می‌رسید خواجه علی در موسم بهار در مرغزار رادکان فرود آمدند.

## آثار تاریخی
- آرامگاه خواجه رادکان
- ارگ رادکان
- تپه رادکان
- میل رادکان
- خرابه قلعه رادکان
- مسجد جامع رادکان
- حمام رادکان
- یخدان رادکان
- بستنی رادکان

## جمعیت
این شهر براساس سرشماری مرکز آمار ایران در سال ۱۳۹۵، جمعیت آن ۲۶۰۹ نفر (۷۸۴ خانوار) بوده است.